# Nascar Grand National Series 1965
Nascar Grand National Series 1965 var den 17:e upplagan av den främsta divisionen av professionell stockcarracing i USA sanktionerad av National Association for Stock Car Auto Racing. Säsongen bestod av 55 race och inleddes 17 januari på Riverside International Raceway i Moreno Valley i Kalifornien och avslutades 7 november på Dog Track Speedway i Moyock i North Carolina.
Serien vanns av Ned Jarrett i en Ford som körde för Bondy Long, förutom loppet på Nashville Speedway 3 juni där han körde för Jabe Thomas. Det var Jarrets andra mästerskapstitel.
Nascar hade i oktober 1964 fattat beslut om att inte tillåta specialbyggda motorer 1965. Till specialbyggda motorer räknades Fords nyutvecklade 427 SOHC och Chryslers 426 Hemi som hade varit mycket framgångsrik året innan och bland annat suttit i Richard Pettys Plymouth Belvedere. Chrysler som ogillade beslutet drog sig ur Nascar och lämnade Ford utan konkurrens. Fordbilar segrade i 48 av 55 lopp.
Chryslers bojkott hade även lett till minskade biljettintäkter för banarrangörerna. Publiken minskade när flera av de stora namnen uteblev. Richard Petty körde förvisso ett antal lopp men ägnade en del av säsongen åt dragracing i stället, en disciplin som inte förbjudit Chryslers 426 Hemi. Chryslers hemimotor godkändes senare av Bill Francis och återkom tillsammans med Chrysler året därpå. Fords 427 SOHC, som till skillnad mot Chryslers 426 Hemi hade överliggande kamaxlar godkändes inte och Ford drog sig ur 1966 års säsong.

## Resultat
| Nr      | Datum        | Tävling                    | Bana                                                         | Pole            | Vinnare         | Konstruktör | Start | Rapport |
| ------- | ------------ | -------------------------- | ------------------------------------------------------------ | --------------- | --------------- | ----------- | ----- | ------- |
| 1       | 17 januari   | Motor Trend 500            | Riverside International Raceway, Moreno Valley, Kalifornien  | Junior Johnson  | Dan Gurney      | Ford        | 11    | Rapport |
| 2       | 12 februari  | Daytona 500 Qualifier #1   | Daytona International Speedway, Daytona Beach, Florida       | Darel Dieringer | Darel Dieringer | Mercury     | 1     |         |
| 3       | 12 februari  | Daytona 500 Qualifier #2   | Daytona International Speedway, Daytona Beach, Florida       | Junior Johnson  | Junior Johnson  | Ford        | 1     |         |
| 4       | 14 februari  | Daytona 500                | Daytona International Speedway, Daytona Beach, Florida       | Darel Dieringer | Fred Lorenzen   | Ford        | 4     | Rapport |
| 5       | 27 februari  | Race 5                     | Piedmont Interstate Fairgrounds, Spartanburg, South Carolina | Dick Hutcherson | Ned Jarrett     | Ford        | 5     |         |
| 6       | 28 februari  | Fireball 200               | Asheville-Weaverville Speedway, Weaverville, North Carolina  | Ned Jarrett     | Ned Jarrett     | Ford        | 1     | Rapport |
| 7       | 7 mars       | Richmond 250               | Atlantic Rural Fairgrounds, Richmond, Virginia               | Junior Johnson  | Junior Johnson  | Ford        | 1     | Rapport |
| 8       | 14 mars      | Race 8                     | Orange Speedway, Hillsborough, North Carolina                | Junior Johnson  | Ned Jarrett     | Ford        | 4     |         |
| 9       | 11 april     | Atlanta 500                | Atlanta International Raceway, Atlanta, Georgia              | Marvin Panch    | Marvin Panch    | Ford        | 1     | Rapport |
| 10      | 17 april     | Greenville 200             | Greenville-Pickens Speedway, Easley, South Carolina          | Bud Moore       | Dick Hutcherson | Ford        | 2     | Rapport |
| 11      | 18 april     | Gwyn Staley 400            | North Wilkesboro Speedway, North Wilkesboro North Carolina   | Junior Johnson  | Junior Johnson  | Ford        | 1     | Rapport |
| 12      | 25 april     | Virginia 500               | Martinsville Speedway, Ridgeway, Virginia                    | Junior Johnson  | Fred Lorenzen   | Ford        | 2     | Rapport |
| 13      | 28 april     | Columbia 200               | Columbia Speedway, Cayce, South Carolina                     | Ned Jarrett     | Tiny Lund       | Ford        | 4     | Rapport |
| 14      | 2 maj        | Southeastern 500           | Bristol International Speedway, Bristol, Tennessee           | Marvin Panch    | Junior Johnson  | Ford        | 3     | Rapport |
| 15      | 8 maj        | Rebel 300                  | Darlington Raceway, Darlington, South Carolina               | Fred Lorenzen   | Junior Johnson  | Ford        | 3     | Rapport |
| 16      | 14 maj       | Tidewater 250              | Langley Raceway, Hampton, Virginia                           | Dick Hutcherson | Ned Jarrett     | Ford        | 2     | Rapport |
| 17      | 15 maj       | Race 17                    | Bowman Gray Stadium, Winston-Salem, North Carolina           | Junior Johnson  | Junior Johnson  | Ford        | 1     |         |
| 18      | 16 maj       | Hickory 250                | Hickory Motor Speedway, Hickory, North Carolina              | G.C. Spencer    | Junior Johnson  | Ford        | 5     | Rapport |
| 19      | 23 maj       | World 600                  | Charlotte Motor Speedway, Charlotte, North Carolina          | Fred Lorenzen   | Fred Lorenzen   | Ford        | 1     | Rapport |
| 20      | 27 maj       | Race 20                    | Cleveland County Fairgrounds, Shelby, North Carolina         | Dick Hutcherson | Ned Jarrett     | Ford        | 3     |         |
| 21      | 29 maj       | Race 21                    | New Asheville Speedway, Asheville, North Carolina            | Junior Johnson  | Junior Johnson  | Ford        | 1     |         |
| 22      | 30 maj       | Race 22                    | Harris Speedway, Harris, North Carolina                      | Paul Lewis      | Ned Jarrett     | Ford        | 5     |         |
| 23      | 3 juni       | Music City 200             | Nashville Speedway, Nashville, Tennessee                     | Tom Pistone     | Dick Hutcherson | Ford        | 2     | Rapport |
| 24      | 6 juni       | Birmingham 200             | Fairgrounds Raceway, Birmingham, Alabama                     | Ned Jarrett     | Ned Jarrett     | Ford        | 1     | Rapport |
| 25      | 13 juni      | Dixie 400                  | Atlanta International Raceway, Atlanta, Georgia              | Fred Lorenzen   | Marvin Panch    | Ford        | 2     | Rapport |
| 26      | 19 juni      | Pickens 200                | Greenville-Pickens Speedway, Easley, South Carolina          | Ned Jarrett     | Dick Hutcherson | Ford        | 2     | Rapport |
| 27      | 24 juni      | Race 27                    | Rambi Raceway, Myrtle Beach, South Carolina                  | Dick Hutcherson | Dick Hutcherson | Ford        | 1     |         |
| 28      | 27 juni      | Race 28                    | Valdosta 75 Speedway, Valdosta, Georgia                      | Dick Hutcherson | Cale Yarborough | Ford        | 5     |         |
| 29      | 4 juli       | Firecracker 400            | Daytona International Speedway, Daytona Beach, Florida       | Marvin Panch    | A.J. Foyt       | Ford        | 11    | Rapport |
| 30      | 8 juli       | Race 30                    | Old Dominion Speedway, Manassas, Virginia                    | Ned Jarrett     | Junior Johnson  | Ford        | 2     |         |
| 31      | 9 juli       | Old Bridge 200             | Old Bridge Stadium, Old Bridge Township, New Jersey          | Marvin Panch    | Junior Johnson  | Ford        | 2     | Rapport |
| 32      | 14 juli      | Race 32                    | Islip Speedway, Islip, New York                              | Marvin Panch    | Marvin Panch    | Ford        | 1     |         |
| 33      | 18 juli      | The Glen 151,8             | Watkins Glen International, Watkins Glen, New York           | Dick Hutcherson | Marvin Panch    | Ford        | 3     | Rapport |
| 34      | 25 juli      | Volunteer 500              | Bristol International Speedway, Bristol, Tennessee           | Fred Lorenzen   | Ned Jarrett     | Ford        | 6     | Rapport |
| 35      | 31 juli      | Nashville 400              | Nashville Speedway, Nashville, Tennessee                     | Richard Petty   | Richard Petty   | Plymouth    | 1     | Rapport |
| 36      | 5 augusti    | Race 36                    | Cleveland County Fairgrounds, Shelby, North Carolina         | David Pearson   | Ned Jarrett     | Ford        | 3     |         |
| 37      | 8 augusti    | Western North Carolina 500 | Asheville-Weaverville Speedway, Weaverville, North Carolina  | Richard Petty   | Richard Petty   | Plymouth    | 1     | Rapport |
| 38      | 13 augusti   | Race 38                    | Smoky Mountain Raceway, Maryville, Tennessee                 | Ned Jarrett     | Dick Hutcherson | Ford        | 3     |         |
| 39      | 14 augusti   | Race 39                    | Piedmont Interstate Fairgrounds, Spartanburg, South Carolina | Dick Hutcherson | Ned Jarrett     | Ford        | 5     |         |
| 40      | 15 augusti   | Race 40                    | Augusta International Raceway, Augusta, Georgia              | Ned Jarrett     | Dick Hutcherson | Ford        | 2     |         |
| 41      | 19 augusti   | Sandlapper 200             | Columbia Speedway, Cayce, South Carolina                     | Dick Hutcherson | David Pearson   | Dodge       | 6     | Rapport |
| 42      | 24 augusti   | Moyock 300                 | Dog Track Speedway, Moyock, North Carolina                   | Richard Petty   | Dick Hutcherson | Ford        | 3     | Rapport |
| 43      | 25 augusti   | Race 43                    | Beltsville Speedway, Beltsville, Maryland                    | Ned Jarrett     | Ned Jarrett     | Ford        | 1     |         |
| 44      | 28 augusti   | Myers Brothers 250         | Bowman Gray Stadium, Winston-Salem, North Carolina           | Richard Petty   | Junior Johnson  | Ford        | 2     | Rapport |
| 45      | 6 september  | Southern 500               | Darlington Raceway, Darlington, South Carolina               | Junior Johnson  | Ned Jarrett     | Ford        | 10    | Rapport |
| 46      | 10 september | Buddy Shuman 250           | Hickory Motor Speedway, Hickory, North Carolina              | Junior Johnson  | Richard Petty   | Plymouth    | 5     | Rapport |
| 47      | 14 september | Pennsylvania 200           | Lincoln Speedway, New Oxford, Pennsylvania                   | Richard Petty   | Dick Hutcherson | Ford        | 2     | Rapport |
| 48      | 17           | Race 48                    | Old Dominion Speedway, Manassas, Virginia                    | Ned Jarrett     | Richard Petty   | Plymouth    | 2     |         |
| 49      | 18 september | Capital City 300           | Atlantic Rural Fairgrounds, Richmond, Virginia               | Dick Hutcherson | David Pearson   | Dodge       | 2     | Rapport |
| 50      | 26 september | Old Dominion 500           | Martinsville Speedway, Ridgeway, Virginia                    | Richard Petty   | Junior Johnson  | Ford        | 3     | Rapport |
| 51      | 3 oktober    | Wilkes 400                 | North Wilkesboro Speedway, North Wilkesboro North Carolina   | Fred Lorenzen   | Junior Johnson  | Ford        | 5     | Rapport |
| 52      | 17 oktober   | National 400               | Charlotte Motor Speedway, Charlotte, North Carolina          | Fred Lorenzen   | Fred Lorenzen   | Ford        | 1     | Rapport |
| 53      | 24 oktober   | Race 53                    | Orange Speedway, Hillsborough, North Carolina                | Dick Hutcherson | Dick Hutcherson | Ford        | 1     |         |
| 54      | 31 oktober   | American 500               | North Carolina Motor Speedway, Rockingham, North Carolina    | Richard Petty   | Curtis Turner   | Ford        | 4     | Rapport |
| 55      | 7 november   | Tidewater 300              | Dog Track Speedway, Moyock, North Carolina                   | Bobby Isaac     | Ned Jarrett     | Ford        | 2     | Rapport |
| Källor: |              |                            |                                                              |                 |                 |             |       |         |

## Slutställning
| Plats   | Förare          | Starter | Vinster | Top 5 | Top 10 | Pole | Ledda varv | Prispengar | Poäng | +\-    |
| ------- | --------------- | ------- | ------- | ----- | ------ | ---- | ---------- | ---------- | ----- | ------ |
| 1       | Ned Jarrett     | 54      | 13      | 42    | 45     | 9    | 2244       | $93 624    | 38824 |        |
| 2       | Dick Hutcherson | 52      | 9       | 32    | 37     | 9    | 2115       | $57 851    | 35790 | –3034  |
| 3       | Darel Dieringer | 35      | 1       | 10    | 15     | 1    | 737        | $52 214    | 24696 | –14128 |
| 4       | G.C. Spencer    | 47      | 0       | 14    | 25     | 1    | 90         | $29 775    | 24314 | –14510 |
| 5       | Marvin Panch    | 20      | 4       | 12    | 14     | 5    | 856        | $64 026    | 22798 | –16026 |
| 6       | Bob Derrington  | 51      | 0       | 3     | 19     | 0    | 0          | $20 120    | 21394 | –17430 |
| 7       | J.T. Putney     | 40      | 0       | 10    | 24     | 0    | 0          | $22 329    | 20928 | –17896 |
| 8       | Neil Castles    | 51      | 0       | 6     | 28     | 0    | 0          | $22 329    | 20848 | –17976 |
| 9       | Buddy Baker     | 42      | 0       | 12    | 17     | 0    | 0          | $26 836    | 20672 | –18152 |
| 10      | Cale Yarborough | 46      | 1       | 13    | 21     | 0    | 180        | $26 586    | 20192 | –18632 |
| 11      | Wendell Scott   | 52      | 0       | 4     | 21     | 0    | 0          | $18 639    | 19902 | –18922 |
| 12      | Junior Johnson  | 36      | 13      | 18    | 19     | 9    | 3984       | $62 215    | 18486 | –20338 |
| 13      | Fred Lorenzen   | 17      | 4       | 5     | 6      | 6    | 981        | $80 615    | 18448 | –20376 |
| 14      | Paul Lewis      | 24      | 0       | 3     | 13     | 1    | 0          | $13 246    | 18118 | –20706 |
| 15      | E.J. Trivette   | 39      | 0       | 0     | 7      | 0    | 0          | $13 248    | 13450 | –25374 |
| Källor: |                 |         |         |       |        |      |            |            |       |        |

- Notering: Endast de femton främsta förarna redovisas.